# Isabelle Bégard
Isabelle Begard, född den 7 juli 1960 i Paris, Frankrike, är en fransk fäktare som tog OS-guld i damernas lagtävling i florett i samband med de olympiska fäktningstävlingarna 1980 i Moskva.